# Mihai Țiu
Mihai Țiu (ur. 25 stycznia 1946 w Bukareszcie) – rumuński florecista, trzykrotny medalista mistrzostw świata.
Podczas mistrzostw świata w Montrealu w 1967 roku Rumuni w składzie: Ion Drîmbă, Mihai Țiu, Tănase Mureșanu, Iuliu Falb i Ștefan Ardeleanu zdobyli złoty medal w zawodach drużynowych. W tej samej konkurencji zdobywał brązowe medale na mistrzostwach świata w Hawanie (1969) i mistrzostwach świata w Ankarze (1970).
Na igrzyskach olimpijskich w Meksyku w 1968 roku zajął szóste miejsce w turnieju indywidualnym. W rundzie finałowej przegrał cztery z pięciu pojedynków. W zawodach drużynowych zajął czwarte miejsce. Na rozgrywanych cztery lata później igrzyskach olimpijskich w Monachium indywidualnie był czwarty, wygrywając dwie z pięciu walk finałowych. Drużynowo był siódmy. Następnie wystąpił na igrzyskach olimpijskich w Montrealu w 1976 roku, gdzie indywidualnie dotarł do drugiej rundy, a drużynowo odpadł w pierwszej rundzie. Brał też udział w igrzyskach olimpijskich w Moskwie w 1980 roku, drużynowo zajmując piąte miejsce, a indywidualnie odpadając w pierwszej rundzie.